# Naučná stezka Bohuslava Reynka
Naučná stezka Bohuslava Reynka je naučná stezka, která spojuje Havlíčkův Brod s Petrkovem a Svatým Křížem. Její celková délka je 9 km a na trase se nachází 5 zastavení. Ke slavnostnímu otevření došlo 3. září 2011, na 40. výročí úmrtí Bohuslava Reynka.

## Vedení trasy
Trasa začíná na Havlíčkově náměstí v Havlíčkově Brodě, odkud ulicemi Pod Radnicí, Kalinovo nábřeží, Dolní (po silnici I/38) a U Borové míří k rybníku Žabinec, kolem rybníka a následně podél potoka Žabinec do Petrkova. Na okraji Petrkova vede odbočka k místnímu zámku, kde Reynek žil. Z Petrkova posléze pokračuje po silničce do Lázní Petrkov a odtud po polní cestě do Svatého Kříže, kde je Reynek pohřben.

## Zastavení
- Bohuslav Reynek
- Mlýn Grodlův
- Petrkov
- Lázně Petrkov
- Svatý Kříž

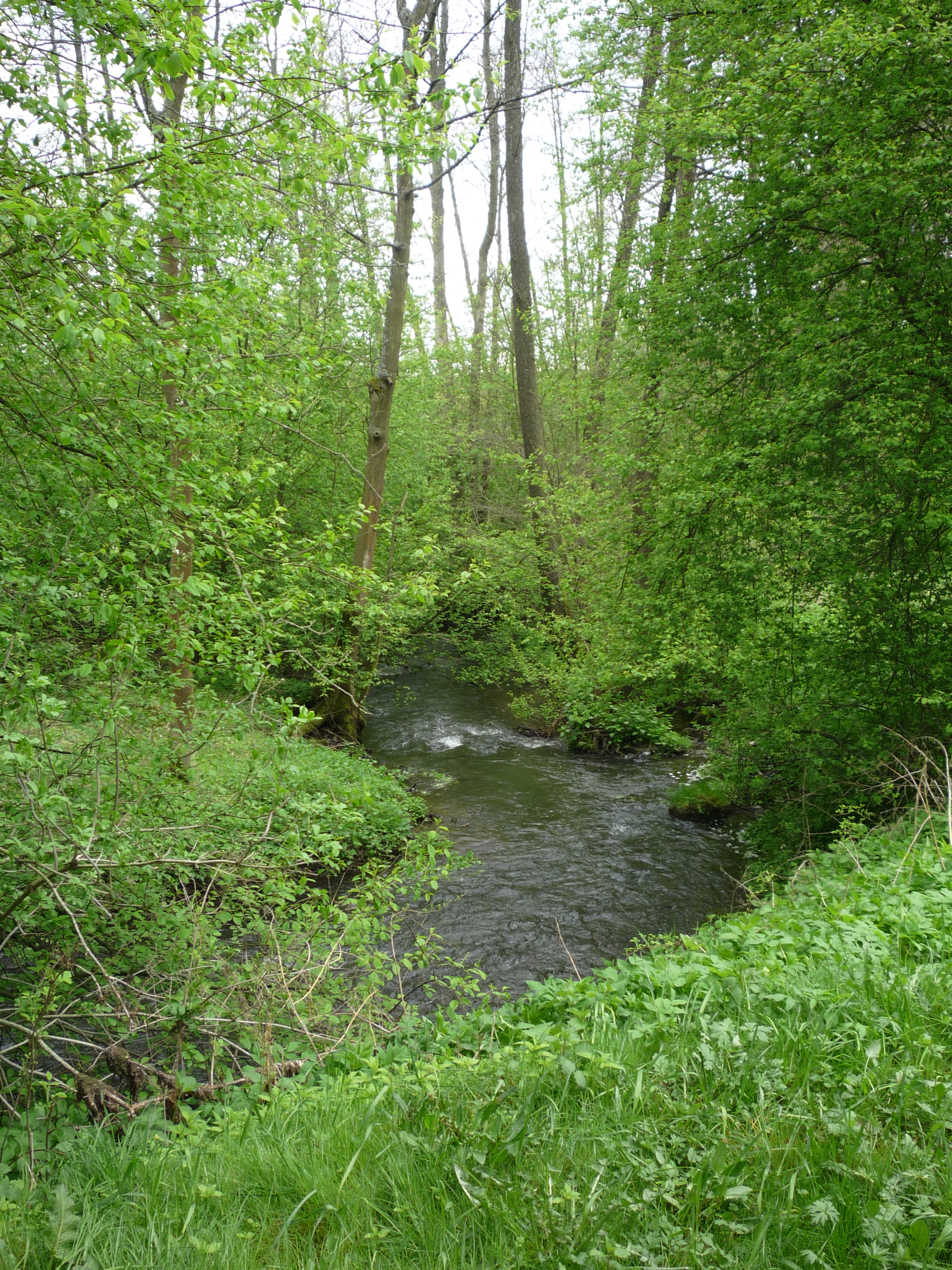
Potok Žabinec
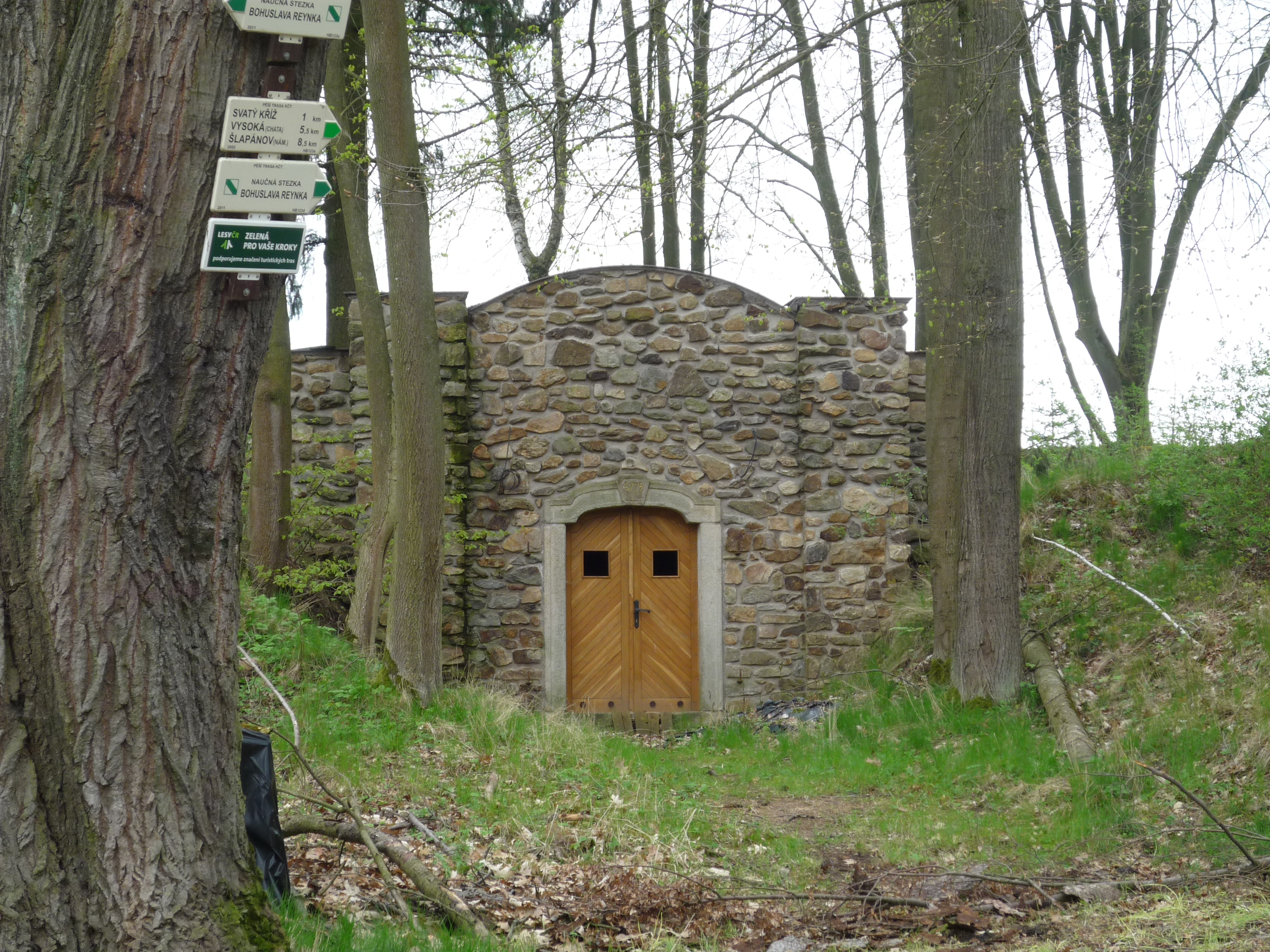
Sklep Lázní Petrkov
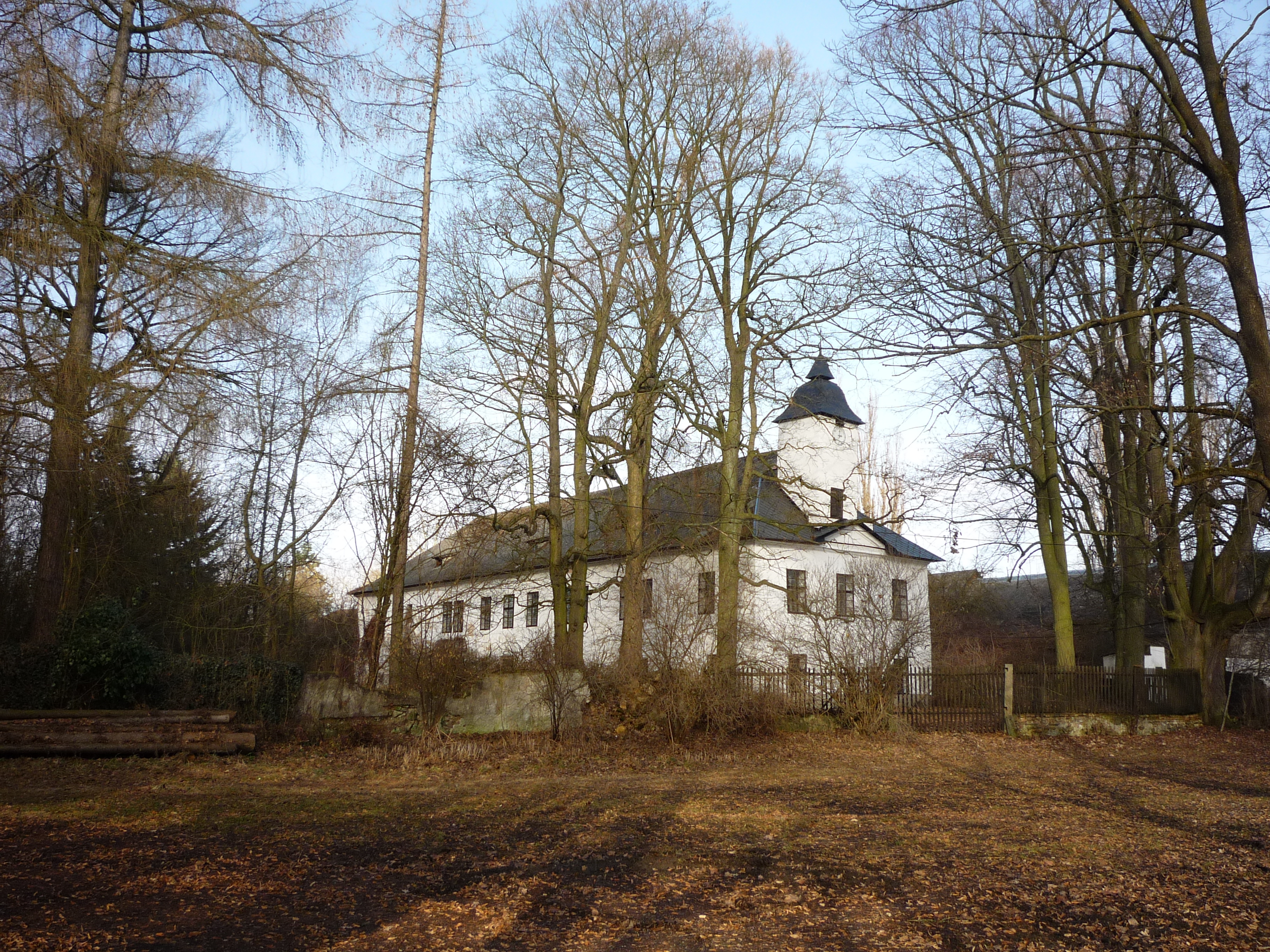
Zámek Petrkov
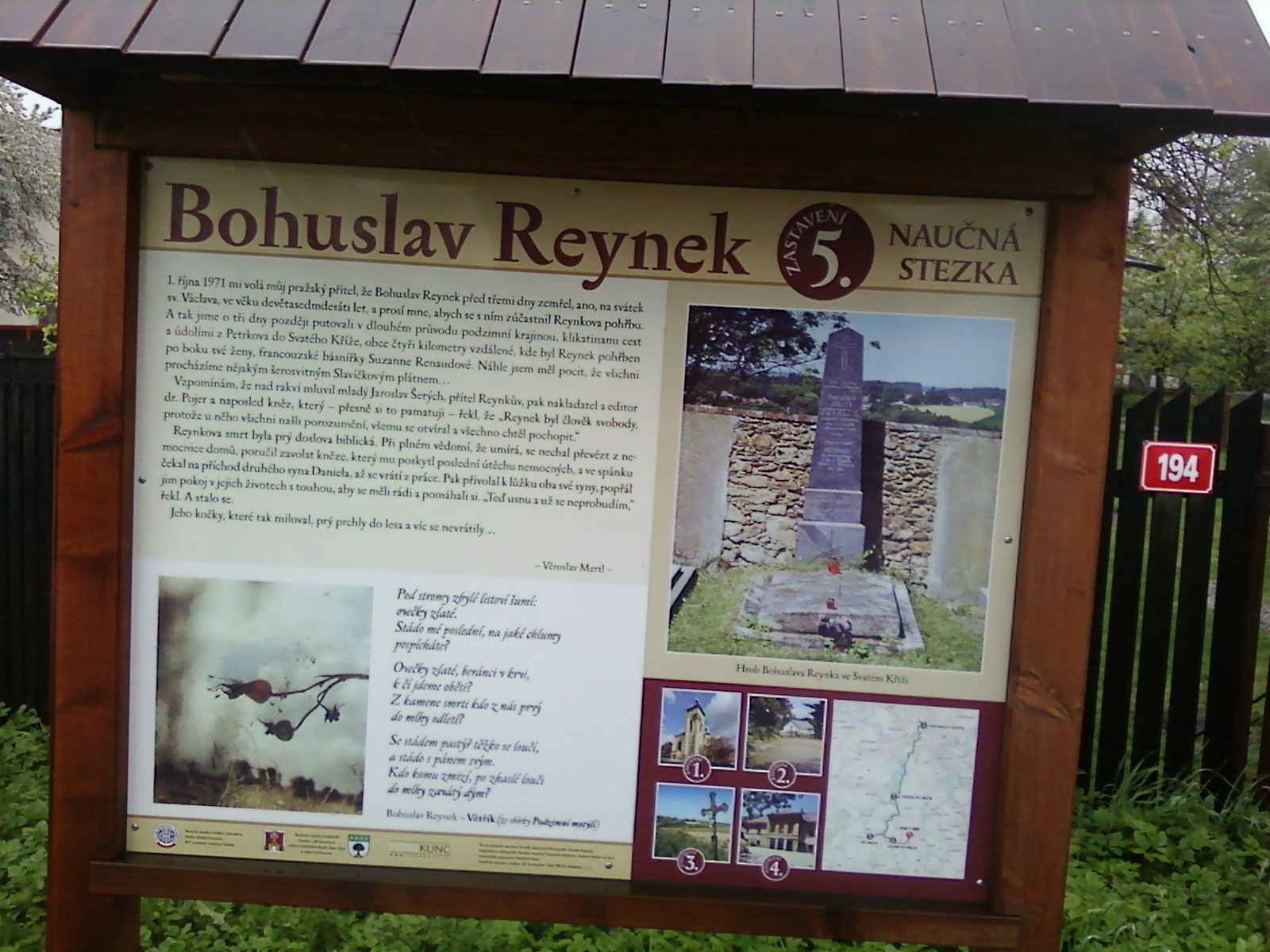
Infotabule ve Svatém Kříži